# Enrique Soto
Enrique Soto (1851, Honduras - 1907, Guatemala) fue un médico y diplomático, primo hermano del doctor Marco Aurelio Soto y Máximo Soto Hall, hermano de padre de Ramón Rosa.

## Vida
Aunque el nombre de su madre es desconocido, se sabe que era hijo de Juan José Soto Fiallos (1820-1852), quien de su relación con Isidora Josefa Rosa Reyes, tuvieron a Ramón Rosa Soto (1848-1893) y luego procreó a dos hijos más Luisa Soto Váldes y a Enrique Soto Váldez.
Graduado en Medicina, Enrique se desenvuelve dentro de su profesión y hace su ingreso a la política, siendo nombrado como Ministro Plenipotenciario en la República de Guatemala, entre sus logros estuvo la participación en la firma del Acuerdo Chatfield-Cruz sobre el Pago de deuda de Honduras con Gran Bretaña de fecha 25 de febrero de 1878 y la firma firma del "Tratado de Amistad Comercio y Extradición" entre las repúblicas de Guatemala y Honduras de 10 de julio de 1880.
En fecha 8 de noviembre de 1879, se establece en la localidad de Chalchuapa, Santa Ana, República de El Salvador debido a los enconamientos políticos habidos en Honduras. 
En 1891 aparece registrado en los libros de Inmigración de la ciudad de Nueva York y con fecha 10 de julio de 1893 el Departamento de Inmigración lo registra como residente en la Isla Ellis de Nueva York, Estados Unidos de América.

## "La Revuelta Soto"
Existía dentro del Partido Liberal de Honduras un serio enfrentamiento de liderazgo e ideas reformadoras, por un lado habían seguidores del doctor Marco Aurelio Soto denominados "Sotistas", también del actual Presidente de la República y fundador del Partido Liberal el doctor Policarpo Bonilla denominados "policarpistas", asimismo del occidente del país ejerció la figura del doctor Juan Ángel Arias Boquín o "aristas", etc. esto desencadeno un descontento general dentro de los miembros y repercutió en las altas esferas de mando, por consiguiente, sobresale una futura candidatura la del doctor Enrique Soto, primo hermano del expresidente Marco Aurelio Soto.   
Enrique Soto desde su residencia en la ciudad de San Salvador, promocionó la revuelta militar y del pueblo contra el gobierno de su correligionario el doctor Policarpo Bonilla el 13 de abril de 1897, conocida como "La revuelta Soto" que fue un movimiento militar encabezado por el General Antonio Lara y los Coroneles Cruz Dubón y José Manuel Durón quien al mando de unos hombres armados con fusiles winchester provenientes en canoas desembarcaron en el sitio de La Laguna y se aproximaron al cuartel aprovechándose que la tropa estaba de permiso y solo se encontraba la guardia habitual, después de un intercambio de tiros tomaron dicho cuartel de Puerto Cortés, el gobierno central declaró el estado de sitio y ordenó la captura de otros supuestos cabecillas doctor Juan Ángel Arias, General Miguel Oqueli Bustillo, coronel Saturnino Medal, licenciado Sotero Barahona, José María Fonseca, Rafael Muñoz Cabañas, entre otros. Los insurrectos al intentar avanzar hasta la ciudad de San Pedro Sula fueron detenidos por las fuerzas del gobierno hondureño. Asimismo desde la frontera salvadoreña Manuel S. López también dirigió un alzamiento militar que llegó hasta la toma de La Esperanza, Intibucá. se proclamaba Presidente a Enrique Soto. El gobierno de Policarpo Bonilla envió las tropas al mando del general Terencio Sierra para aplacar a los amotinados quienes al cabo de tres semanas se sofoco la revolución. Se le concedió a Enrique Soto el exilio y no volver a Honduras con otras pretensiones. Su primo Marco Aurelio Soto que había generado la revuelta de Enrique, al ver su fracaso, mencionó "...Como hondureño y patriota, desapruebo en absoluto lo ocurrido..."
Enrique Soto no regresó a su país, sino que optó por residir en la República de Guatemala donde falleció un 17 de noviembre de 1907 en la Ciudad de Guatemala.  